# Кейсі (Вісконсин)
Кейсі (англ. Casey) — місто (англ. town) в США, в окрузі Вошберн штату Вісконсин. Населення — 396 осіб (2020).

## Демографія
Згідно з переписом 2010 року, у місті мешкали 353 особи в 168 домогосподарствах у складі 115 родин. Було 785 помешкань
Расовий склад населення:
| - 94,6 % — білих - 0,3 % — азіатів |

До двох чи більше рас належало 5,1 %. Частка іспаномовних становила 0,6 % від усіх жителів.
За віковим діапазоном населення розподілялося таким чином: 11,6 % — особи молодші 18 років, 66,0 % — особи у віці 18—64 років, 22,4 % — особи у віці 65 років та старші. Медіана віку мешканця становила 55,6 року. На 100 осіб жіночої статі у місті припадало 99,4 чоловіків;  на 100 жінок у віці від 18 років та старших — 97,5 чоловіків також старших 18 років.
Середній дохід на одне домашнє господарство  становив 69 152 долари США (медіана — 63 125), а середній дохід на одну сім'ю — 76 767 доларів (медіана — 64 688). Медіана доходів становила 43 750 доларів для чоловіків та 34 063 долари для жінок. За межею бідності перебувало 8,6 % осіб, у тому числі 8,7 % дітей у віці до 18 років та 10,2 % осіб у віці 65 років та старших.
Цивільне працевлаштоване населення становило 179 осіб. Основні галузі зайнятості: виробництво — 26,8 %, роздрібна торгівля — 17,3 %, освіта, охорона здоров'я та соціальна допомога — 16,8 %.